# Callideriphus tucumanus
Callideriphus tucumanus är en skalbaggsart som beskrevs av Dilma Solange Napp och Martins 2002. Callideriphus tucumanus ingår i släktet Callideriphus och familjen långhorningar. Inga underarter finns listade.